# Carcelia capyrosa
Carcelia capyrosa är en tvåvingeart som beskrevs av Cantrell 1985. Carcelia capyrosa ingår i släktet Carcelia och familjen parasitflugor. Inga underarter finns listade i Catalogue of Life.